# Ombella-M'Poko
Ombella-M'Poko est l'une des 20 préfectures de la République centrafricaine.
Sa superficie est de 31 825 km2 pour une population de 356 725 habitants en 2003. Son chef-lieu est Boali et les sous-préfectures sont Boali, Damara, Bossembele, Yaloké et Bogangolo. Elle doit son nom à deux affluents de l'Oubangui: l'Ombella et la Mpoko.

## Situation
| Ouham-Pendé   | Ouham          | Kémo               |
| Nana-Mambéré  | Ombella-M'Poko | Nord-Ubangi        |
| Mambéré-Kadéï | Lobaye         | Sud-Ubangi, Bangui |

## Administration
L'Ombella-M'Poko constitue avec la Lobaye, la région des Plateaux, numéro 1 de la République centrafricaine.

### Sous-préfectures et communes
L'Ombella-M'Poko est divisée en cinq sous-préfectures et sept communes. Depuis décembre 2020, Bimbo et Bégoua sont rattachées à la préfecture de Bangui :
- Sous-préfecture de Damara : Damara
- Sous-préfecture de Bogangolo : Bogangolo
- Sous-préfecture de Boali : Boali
- Sous-préfecture de Bossembélé : Bossembélé, La Mbi
- Sous-préfecture de Yaloké : Yaloké, Guézéli

| Sous-préfectures | communes   | superficie (km²) | population (hab. 2015) | villages (nbre 2003) | quartiers (nbre 2003) |
| Bimbo            | Bégoua     | 3 202,74         | 276 042                | 147                  | 40                    |
| Bimbo            | Bimbo      | 3 202,74         | 276 042                | 147                  | 40                    |
| Boali            | Boali      | 4 708,95         | 30 670                 | 67                   | 0                     |
| Bogangolo        | Bogangolo  | 4 817,05         | 9 250                  | 43                   | 0                     |
| Bossembélé       | Bossembélé | 5 191,42         | 30 542                 | 46                   | 23                    |
| Bossembélé       | La Mbi     | 2 231,43         | 10 825                 | 40                   | 0                     |
| Damara           | Damara     | 6 884,95         | 26 392                 | 68                   | 14                    |
| Yaloké           | Yaloké     | 2 081,86         | 33 345                 | 48                   | 18                    |
| Yaloké           | Guézéli    | 2 795,39         | 21 904                 | 44                   | 0                     |

### Préfets successifs
- Marie-Clotilde Mboibo, à partir de 2003[9]
- Victor Bissekoin[10]
- Clotilde Namboy, de 2011 à juillet 2013
- Denise Madina Duekoé, installée le 12 juillet 2013[11]

## Économie
La préfecture se situe dans la zone de cultures vivrières à manioc et bananes plantains dominants, maïs, arachide, sésame, macabo et courges. La partie Nord autour de Yaloké est une zone d'élevage bovin.
Les ressources minières sont constituées par les gisements non exploités de fer à Bogoin et par les mines d'or exploitées au nord de Yaloké. L'industrie est représentée par les centrales hydroéléctriques de Boali.